# Hypostomus
Hypostomus (Гіпостомус) — рід риб із триби Hypostomini підродини Hypostominae родини Лорікарієві ряду сомоподібні. Має 155 видів, є найбільшим родом у цій родині сомів і другим за кількістю видів серед сомоподібних. Наукова назва походить від давньогрецьких слів ύπο (hypo), тобто «під», та στόμα (stoma) — «рот».

## Опис
Загальна довжина представників цього роду коливається від 4,2 до 70 см. Голова видовжена, трохи сплощена зверху в області морди. Рот являє собою своєрідну присоску. Зуби гребінчасті або у формі ложки. Тулуб кремезний, подовжений або гладкий, вкрито кістковими пластинками. Спинний плавець доволі високий, помірно довгий, з 1 жорстким променем (на його передньому краї присутні гіпертрофовані одонтоди — шкіряні зубчики). Мають своєрідний шлунок (частково товстий і частково тонкий). Грудні та черевні доволі широкі, за допомогою яких ці соми час від часу «пересуваються» камінням та скелями. Ці плавці також мають розвинені шипи, на грудних плавцях кінчики шипів опуклі. Жировий плавець крихітний. Хвостовий плавець великий, увігнутий.
Забарвлення спини та боків білого кольору з чорними плямами або коричневе (світло- або темно-) або темно-сіре з контрастними плямами, чи чорне червоними, золотавими та білими плямами. Черево коливається від білого до чорного забарвлення.

## Спосіб життя
Це демерсальні риби. Населяють різні біотопи: швидкі річки, великі русла з каламутною водою і помірною течією, лісові струмки, заливні луки і болота, де спостерігається дефіцит кисню. Так, H. cochliodon, H. plecostomoides зустрічаються в лісових повільних річках і на заливних луках, а H.mutucae воліє прозорі, з хорошим кисневим режимом, швидкі річки з піщано-кам'янистим дном. Здатні дихати повітрям завдяки будові шлунка.
Активні переважно вдень. Кормова база також відрізняється у різних видів. Види зі швидких річок переважно полюють на водних безхребетних, яких всмоктують ротом. Види зі спокійних річок і боліт — м'якими водоростями і детритом, а також часточками деревини. Дуже ненажерливі.

## Розповсюдження
Мешкають у водоймах від Центральної Америки до Аргентини. Також зустрічаються на острові Тринідад.

## Тримання в акваріумі
Для більшості видів сомів цього роду підходить акваріум від 150—200 літрів. На дно насипають суміш дрібного і середнього піску темних тонів. Як декор поміщають кілька корчів і кілька каменів. Рослини висаджують уздовж заднього скла. Вітається наявність в акваріумі рослини з широким листям, що плавають на поверхні води.
Неагресивні риби. Селити потрібно по 2—3 шт. або поодинці. Сусідами можуть бути риби середніх і верхніх шарів води. З донних риб добре уживаються з коридорасами та іншими видами панцирних сомів.
Для нормального розвитку і швидкого росту їжа в акваріумі у сомів має бути постійно. Годують їх свіжими овочами, ошпареним листям салату, кропиви, кульбаби, подорожника, а також живим харчем.
З технічних засобів знадобиться внутрішній фільтр середньої потужності для створення помірної течії, компресор. Для видів зі швидких річок фільтр повинен бути сильнішим. Температура тримання повинна становити 18—26 °C.

## Види
- Hypostomus affinis
- Hypostomus agna
- Hypostomus alatus
- Hypostomus albopunctatus
- Hypostomus ancistroides
- Hypostomus angipinnatus
- Hypostomus annectens
- Hypostomus arecuta
- Hypostomus argus
- Hypostomus asperatus
- Hypostomus aspidolepis
- Hypostomus aspilogaster
- Hypostomus atropinnis
- Hypostomus auroguttatus
- Hypostomus basilisko
- Hypostomus bolivianus
- Hypostomus borellii
- Hypostomus boulengeri
- Hypostomus brevicauda
- Hypostomus brevis
- Hypostomus careopinnatus
- Hypostomus carinatus
- Hypostomus carvalhoi
- Hypostomus chrysostiktos
- Hypostomus cochliodon
- Hypostomus commersoni
- Hypostomus commersonoides
- Hypostomus coppenamensis
- Hypostomus corantijni
- Hypostomus cordovae
- Hypostomus crassicauda
- Hypostomus dardanelos
- Hypostomus delimai
- Hypostomus denticulatus
- Hypostomus derbyi
- Hypostomus dlouhyi
- Hypostomus eptingi
- Hypostomus ericae
- Hypostomus ericius
- Hypostomus faveolus
- Hypostomus fluviatilis
- Hypostomus fonchii
- Hypostomus formosae
- Hypostomus francisci
- Hypostomus garmani
- Hypostomus goyazensis
- Hypostomus gymnorhynchus
- Hypostomus hemicochliodon
- Hypostomus hemiurus
- Hypostomus heraldoi
- Hypostomus hermanni
- Hypostomus holostictus
- Hypostomus hondae
- Hypostomus hoplonites
- Hypostomus iheringii
- Hypostomus interruptus
- Hypostomus isbrueckeri
- Hypostomus itacua
- Hypostomus jaguar
- Hypostomus jaguribensis
- Hypostomus johnii
- Hypostomus khimaera
- Hypostomus kopeyaka
- Hypostomus kuarup
- Hypostomus laplatae
- Hypostomus latifrons
- Hypostomus latirostris
- Hypostomus leucophaeus
- Hypostomus levis
- Hypostomus lexi
- Hypostomus lima
- Hypostomus limosus
- Hypostomus longiradiatus
- Hypostomus luetkeni
- Hypostomus luteomaculatus
- Hypostomus luteus
- Hypostomus macrophthalmus
- Hypostomus macrops
- Hypostomus macushi
- Hypostomus maracaiboensis
- Hypostomus margaritifer
- Hypostomus melanephelis
- Hypostomus meleagris
- Hypostomus micromaculatus
- Hypostomus microstomus
- Hypostomus multidens
- Hypostomus mutucae
- Hypostomus myersi
- Hypostomus nematopterus
- Hypostomus niceforoi
- Hypostomus nickeriensis
- Hypostomus niger
- Hypostomus nigromaculatus
- Hypostomus nigropunctatus
- Hypostomus nudiventris
- Hypostomus obtusirostris
- Hypostomus occidentalis
- Hypostomus oculeus
- Hypostomus pagei
- Hypostomus panamensis
- Hypostomus pantherinus
- Hypostomus papariae
- Hypostomus paranensis
- Hypostomus paucimaculatus
- Hypostomus paucipunctatus
- Hypostomus paulinus
- Hypostomus peckoltoides
- Hypostomus perdido
- Hypostomus piratatu
- Hypostomus plecostomoides
- Hypostomus plecostomus
- Hypostomus pospisili
- Hypostomus pseudohemiurus
- Hypostomus punctatus
- Hypostomus pusarum
- Hypostomus pyrineusi
- Hypostomus regani
- Hypostomus rhantos
- Hypostomus robinii
- Hypostomus rondoni
- Hypostomus roseopunctatus
- Hypostomus salgadae
- Hypostomus saramaccensis
- Hypostomus scabriceps
- Hypostomus scaphyceps
- Hypostomus sculpodon
- Hypostomus seminudus
- Hypostomus simios
- Hypostomus sipaliwinii
- Hypostomus soniae
- Hypostomus strigaticeps
- Hypostomus subcarinatus
- Hypostomus surinamensis
- Hypostomus tapanahoniensis
- Hypostomus taphorni
- Hypostomus tapijara
- Hypostomus tenuis
- Hypostomus ternetzi
- Hypostomus tietensis
- Hypostomus topavae
- Hypostomus unae
- Hypostomus uruguayensis
- Hypostomus vaillanti
- Hypostomus variipictus
- Hypostomus varimaculosus
- Hypostomus variostictus
- Hypostomus velhomonge
- Hypostomus ventromaculatus
- Hypostomus vermicularis
- Hypostomus waiampi
- Hypostomus watwata
- Hypostomus weberi
- Hypostomus wilsoni
- Hypostomus winzi
- Hypostomus wuchereri
- Hypostomus yaku